# Cockington
Cockington är en ort i distriktet Torbay, i grevskapet Devon, i England. Cockington var en civil parish fram till 1928 när blev den en del av Torquay. Civil parish hade 279 invånare år 1921. Cockington var ett distrikt 1894–1900 Byn nämndes i Domedagsboken (Domesday Book) år 1086, och kallades då Cochintone/Chochintona.